# 殼之少女
《壳之少女》（日语：殻ノ少女）是Innocent Grey在2008年7月4日发售的文字冒險類型日本成人遊戲，《虛之少女》的前作。通常版和下载版各于同年7月25日和12月20日发售。2009年7月24日发售DVDPG版，2019年12月20日發售HD版，2023年7月28日發售中英文版。2010年發售OVA共兩集。

## 概要
以昭和31年3月战后的东京为舞台，侦探主人公追查猎奇杀人事件的推理冒险游戏。登场人物超过30人，有使用笔记来整理人物和证据的情报系统。并且多用特异的表现方式来呈現残虐的事件。
官方網页上有公开声优们的试音照片（使用原名和未化妆照片），在成人游戏中很少见。
在大多数成人游戏包装和内容物DVD、说明书比例过于悬殊的情况下，本作的包装和DVD套装一样大小而引起话题。
本作在美少女游戏大奖2008中的BGM类和宣传类中获得金奖。

## 故事
昭和31年的某天，时坂玲人在井之头公园邂逅了少女・朽木冬子，从冬子那里接到了“请找到真正的我”的委托。于此同时，从原警察时代的同僚鱼住那里接到了调查以少女为目标的连续杀人事件的委托。另又从樱羽女学院的教务主任那里接到了拜托调查失踪女学生下落的委托。玲人作为教师进入了樱羽学院，在那里，又再次与冬子相遇了。

## 登场人物
時坂 玲人 （声：無 / 高橋がならない(Drama CD、OVA)）
本作的主人公，在新宿开设事务所的私立侦探。原是警察，也常常接受来自警方的委托。兴趣是读书，有着丰富的历史知识。
時坂 紫 （声：かわしまりの）
玲人的妹妹。樱羽女学院的学生。大和抚子，料理着时坂家的一切家务。
朽木 冬子 （声：あじ秋刀魚）
樱羽女学院的学生。本作的女主角。略带神秘感的少女。由於克隆技術的缺陷患有再生障碍性贫血，血型是稀有的孟买型。是本作中难以避免悲剧的人物。
朽木 千鶴 （声：葉村夏緒）
朽木冬子的母亲，专职主妇。给人以一种静雅的印象。
四十宮 綴子 （声：日向葵）
紫的好友，樱羽女学院的学生。性格活泼开朗。是个在文艺志上发表作品的学生作家。
魚住 夾三
警视庁的刑事。和警察时代的玲人是同僚关系。
水原 透子 （声：吉田美海）
樱羽女学院的学生。常常和冬子在一起，对冬子抱有崇拜的感情。
葉月 杏子
吉祥寺咖啡店「月世界」的老板娘。玲人的旧友。
八木沼 了一 （声：原田友貴）
警视，警視廳搜查一課管理官。态度傲慢，但在偵辦刑案方面很有能力。
月島 織姫 （声：かわしまりの）
樱羽女学院的学生会长。是出生大富豪家庭的大小姐。其人格魅力受到很多低年级的学生的憧憬。

## 制作人员
- 開發: Innocent Grey
- 原画・監督：杉菜水姫
- 脚本：鈴鹿美弥
- CG統括：珈琲貴族
- 音乐：MANYO (Little Wing)

## 主題曲
片頭曲「瑠璃の鳥」
作詞：六浦館  作曲・編曲：MANYO  歌：霜月遙

## 关联商品
广播剧
- 壳之少女 广播剧CD 第一巻「FILE00:六識事件」(匠、TAL-010、2008年10月31日)
- 壳之少女 广播剧CD 第二巻「ネアニスの卵」(匠、TAL-011、2009年1月23日、AUDIO-CD 2碟装)
- 壳之少女 广播剧CD 第三巻「シェオルの殻」(匠、TAL-012L、2009年5月1日、AUDIO-CD 3碟装)

音乐CD
初回版发售当日同步发售收录主题歌和BGM的OST“Azure”。
- Original Soundtrack「Azure」(Innocent Grey、GUN-0009、2008年7月4日、AUDIO-CD 2碟装)

## OVA
製作：Platinum Milky
- 第一話 2010年1月25日發售
- 第二話 2010年10月15日發售